# كالوم ماكلويد (سائق سيارة سباق)
كالوم ماكلويد (بالإنجليزية: Callum MacLeod)‏ هو سائق سباق بريطاني، ولد في 20 يناير 1988 في غلوستر في المملكة المتحدة.

## وصلات خارجية
- كالوم ماكلويد على موقع DriverDB.com (الإنجليزية)